# Irma Schmidegg
Hrabina Irma von Schmidegg (ur. 9 stycznia 1901 w Trieście, zm. 12 czerwca 1991 w Innsbrucku) – austriacka narciarka alpejska, brązowa medalistka mistrzostw świata.

## Kariera
Największy sukces w karierze osiągnęła w 1931 r., kiedy zdobyła brązowy medal w biegu zjazdowym podczas mistrzostw świata w Mürren. W zawodach wyprzedziły ją jedynie dwie Brytyjki: Esmé MacKinnon i Nell Carroll. Na tych samych mistrzostwach była też dziesiąta w slalomie. Wzięła też udział w rozgrywanych rok później mistrzostwach świata w Cortina d’Ampezzo, gdzie zajęła siódme miejsce w kombinacji, ósme w slalomie i dziesiąte w zjeździe.
W 1930 r. zwyciężyła w zawodach Parsenn-Derby w Davos.

## Osiągnięcia

### Mistrzostwa świata
| Miejsce | Dzień     | Rok  | Miejscowość       | Konkurencja | Czas biegu | Strata     | Zwycięzca       |
| ------- | --------- | ---- | ----------------- | ----------- | ---------- | ---------- | --------------- |
| 10.     | 19 lutego | 1931 | Mürren            | Slalom      | 2:38,2     | +37,6      | Esmé MacKinnon  |
| 3.      | 20 lutego | 1931 | Mürren            | Zjazd       | 3:05,6     | +57,0      | Esmé MacKinnon  |
| 10.     | 4 lutego  | 1932 | Cortina d’Ampezzo | Zjazd       | 7:13,8     | +1:01,2    | Paula Wiesinger |
| 8.      | 5 lutego  | 1932 | Cortina d’Ampezzo | Slalom      | 2:02,9     | +20,7      | Rösli Streiff   |
| 7.      | 5 lutego  | 1932 | Cortina d’Ampezzo | Kombinacja  | 94,588 pkt | -7,998 pkt | Rösli Streiff   |